# Gråkronad vävare
Gråkronad vävare (Pseudonigrita arnaudi) är en fågel i familjen vävare inom ordningen tättingar.

## Utseende och läte
Gråkronad vävare är en liten och knubbig vävare med mestadels sandbrun fjäderdräkt, grå hjässa och ljus ögonring. Färgen varierar geografiskt från brunt till grått. I flykten syns ljusgrått på stjärtspetsen och ett delvis svart band över stjärtens mellersta del. Lätena är mestadels anspråkslösa, förutom ett genomträngande "veet".

## Utbredning och systematik
Gråkronad vävare delas in i två underarter med följande utbredning:
- P. a. arnaudi – sydvästra Sudan, östra Sydsudan, sydligaste Etiopien, södra Somalia, Kenya, nordöstra Uganda och nordligaste Tanzania
- P. a. dorsalis – västra och centrala Tanzania

Vissa urskiljer även underarten australoabyssinicus med utbredning i södra Etiopien.

## Levnadssätt
Gråkronad vävare hittas i torr savann och jordbruksbygd. Den häckar i kolonier och ses vanligen i flockar.

## Status
Arten har ett stort utbredningsområde och beståndet anses stabilt. Internationella naturvårdsunionen IUCN listar den därför som livskraftig (LC).

## Namn
Fågelns vetenskapliga artnamn hedrar Joseph-Pons d’Arnaud Bey (1811-1884), överstelöjtnant och fransk civilingenjör verksam i Egypten 1831.